# Маркович, Даница
Даница Маркович (серб. Даница Марковић, 12 октября 1879, Чачак — 9 июня 1932) — сербская поэтесса и писательница.

## Биография
Даница была вторым ребёнком учителя Йоксима Марковича и Милевы, урождённой Петрович. В 1880 году она переехала в Белград со своей семьёй. В 1888 году Даница потеряла отца. В 1896 году она с отличием сдала выпускные экзамены в гимназии и приступила к учёбе. Из-за тяжёлого положения семьи в 1897 году она прервала образование и устроилась на работу учительницей в начальную школу Врачарского района Белграда. В 1898 году она заболела туберкулёзом, болезнью, которая будет сопровождать её всю оставшуюся жизнь. До 1910 года она работала учительницей, но после того, как сербские власти отказались предоставить преподавательскую должность в Нише, Маркович вышла на пенсию. В 1913 году она переехала с семьёй в Прокупле, находившееся под контролем болгарских властей. Её муж был мобилизован во время войны, а Даница помогала сербским семьям, репрессированным за участие в антиболгарском восстании. За свою деятельность она была арестована и приговорена к смертной казни в 1917 году. Благодаря поддержке поэта Ивана Вазова её помиловали, но она оставалась в Прокупле до конца войны. В 1926 году после развода с мужем она осталась одна с пятью детьми. Ухудшение здоровья и истощение привели Даницу Маркович к преждевременной смерти в 1932 году. Похоронена Маркович на Новом кладбище в Белграде.
Была замужем (в 1904 году вышла замуж за юриста Момчила Татича), имела шестерых детей (двух сыновей и четырёх дочерей), трое из них пережили её.

## Творчество
Дебютировала в 1900 году со стихотворением «Последнее желание», опубликованным в журнале «Звезда». В то время она использовала псевдоним Звезданка. В 1902 году журнал «Покрет» опубликовал дальнейшие стихи Маркович, а также её первый рассказ («Крест»). Последующие стихи и рассказы она публиковала в журнале «Босанска вилла» и в газете «Политика». Свой первый том стихов «Trenuci» («Моменты») она опубликовала в 1904 году. Второй том поэтессы «Trenuci i raspoloženja» («Моменты и настроения») был опубликован в 1928 году Сербским литературным обществом с предисловием Велимира Живоиновича. За этот том она получила награду Королевской сербской академии как первая женщина в истории. Награждена орденом Св. Саввы 5 класса за литературную деятельность.

## Память
Результатом встречи Даницы Маркович с Исидорой Секулич стало эссе «За добар спомен Данице Марковић», посвящённое памяти поэтессы. Одна из улиц в районе Звездара в Белграде названа в честь Даницы Маркович, а также одна из улиц в Чачаке. В 2016 году биографию поэтессы опубликовала Бранка Радованович (Даница – Очи пуне звезда, рука пуне трња (Даница – Глаза полны звёзд, руки полны шипов)).